# BET Award para Melhor Colaboração
O BET Award para Melhor Colaboração (do original em inglês, BET Award for Best Collaboration) é uma das atuais categorias do BET Awards, premiação estabelecida em 2001 para reconhecer destaques do mercado fonográfico e de entretenimento afro-americano. Esta categoria foi iniciada na edição de 2003 e destina-se a premiar as colaborações musicais entre artistas afro-americanos que obtiveram destaque crítico durante o ano anterior à cada edição específica. 
O rapper Snoop Dogg foi o primeiro vencedor da categoria por sua parceria com Pharrell Williams e Charlie Wilson na canção "Beautiful". Dogg seria indicado novamente em 2005 e 2007 enquanto Williams foi novamente indicado na categoria em 2004, 2005 e 2014. Na segunda edição da premiação, a cantora Beyoncé dividiu o prêmio com Jay-Z por sua colaboração na canção "Crazy in Love", sendo esta a primeira de suas duas vitórias na categoria. O rapper canadense Drake é o artista mais indicado à categoria com um total de 17 indicações das quais foi vitorioso em 4 ocasiões, sendo a primeira delas pela colaboração com ASAP Rocky, 2 Chainz e Kendrick Lamar na canção "Fuckin' Problems" em 2013.

## Vencedores e indicados
| Ano  | Vencedores                                  | Obra                   | Indicados | Ref.   |
| ---- | ------------------------------------------- | ---------------------- | --- | ------ |

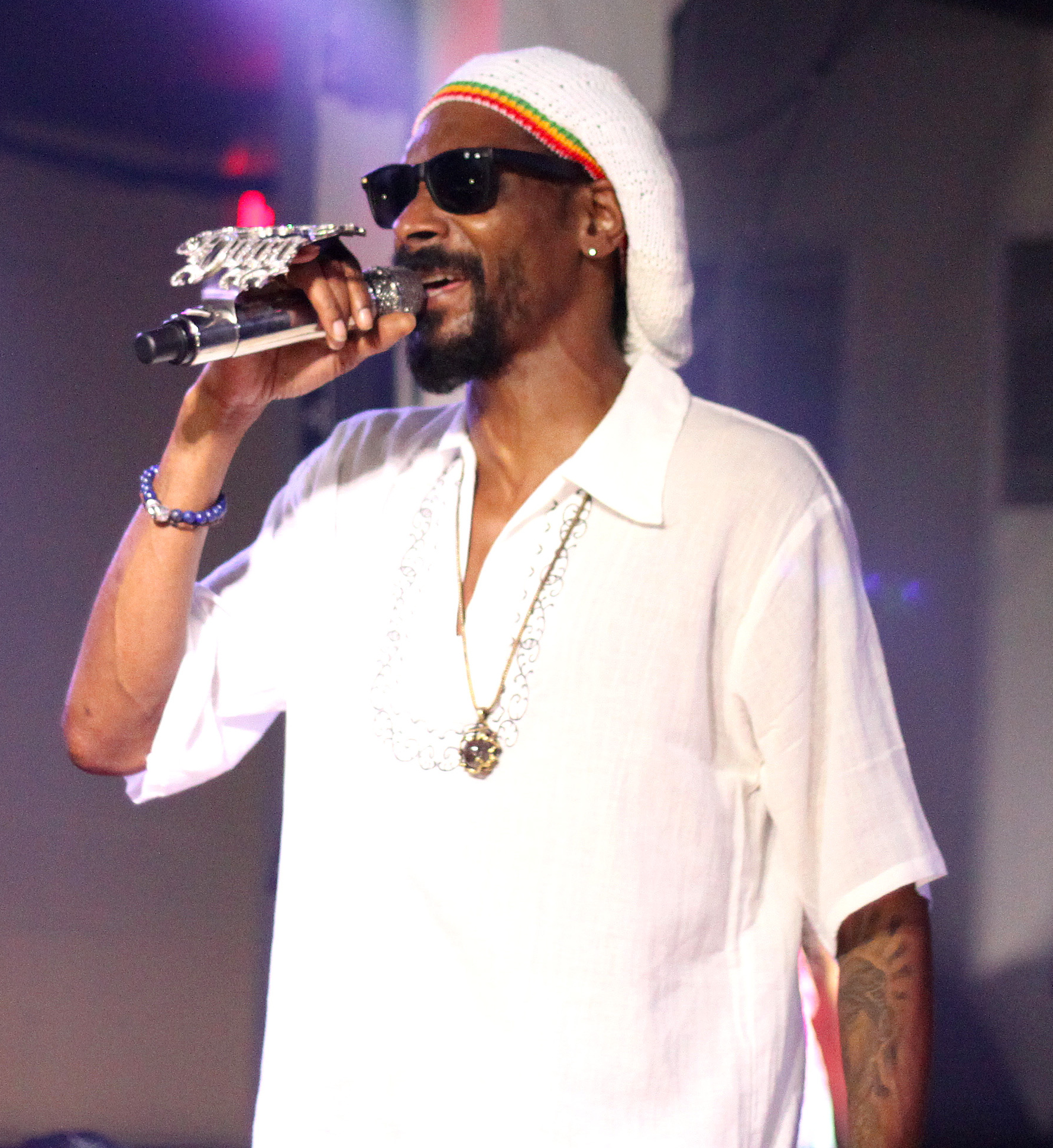
Snoop Dogg, o primeiro vencedor da categoria em 2003.

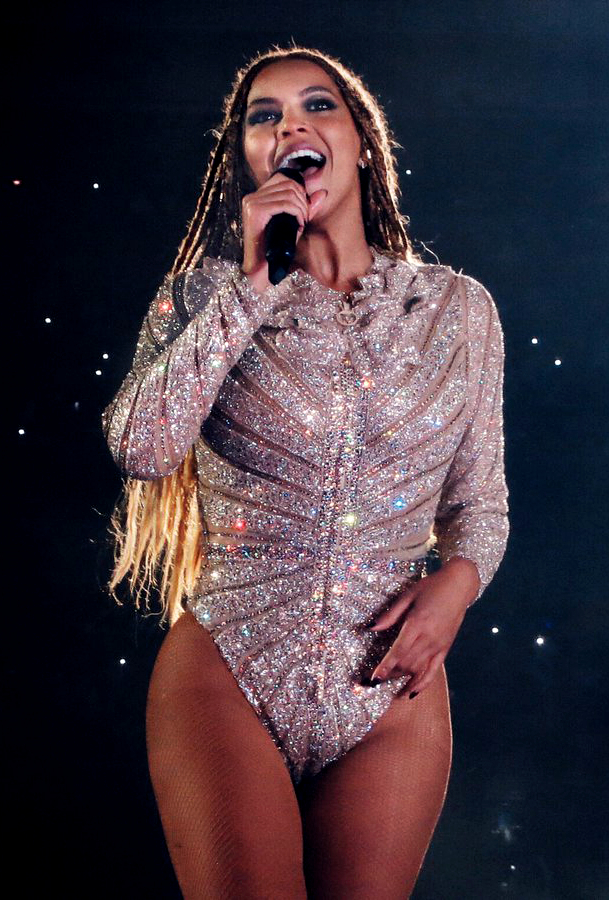
Beyoncé é a artista feminina mais indicada (11 indicações) e vencedora em 2004 e 2014.

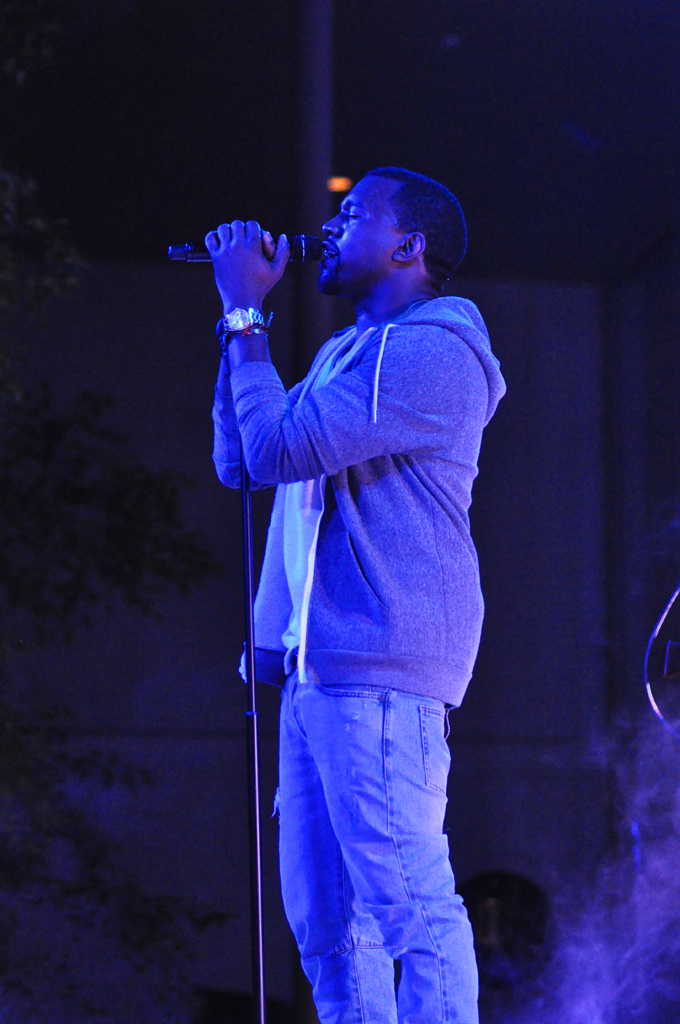
Kanye West, vencedor em 2006 e 2008 e indicado outras 7 vezes.

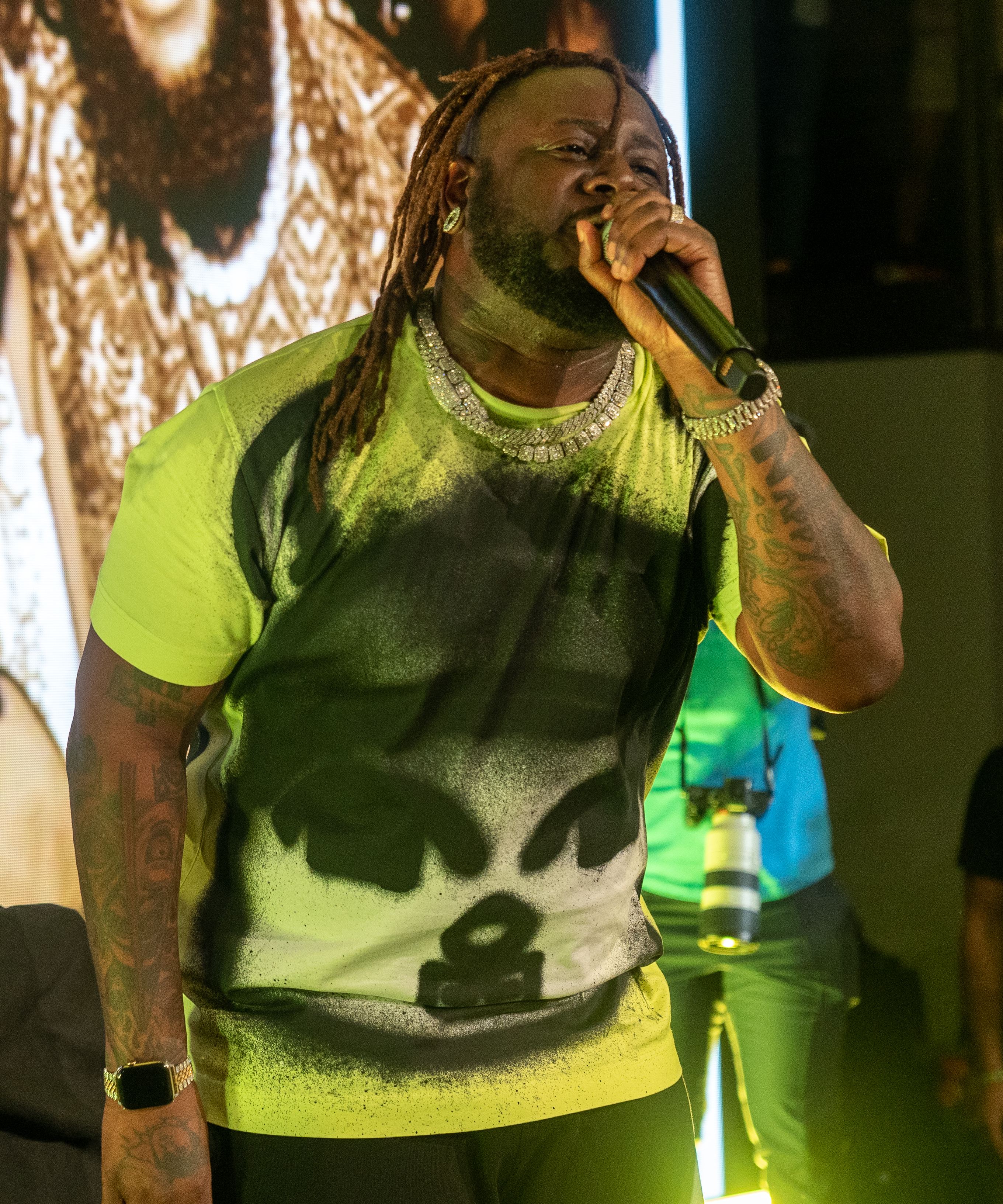
T-Pain, vencedor em 2008 e 2009 como artista convidado.

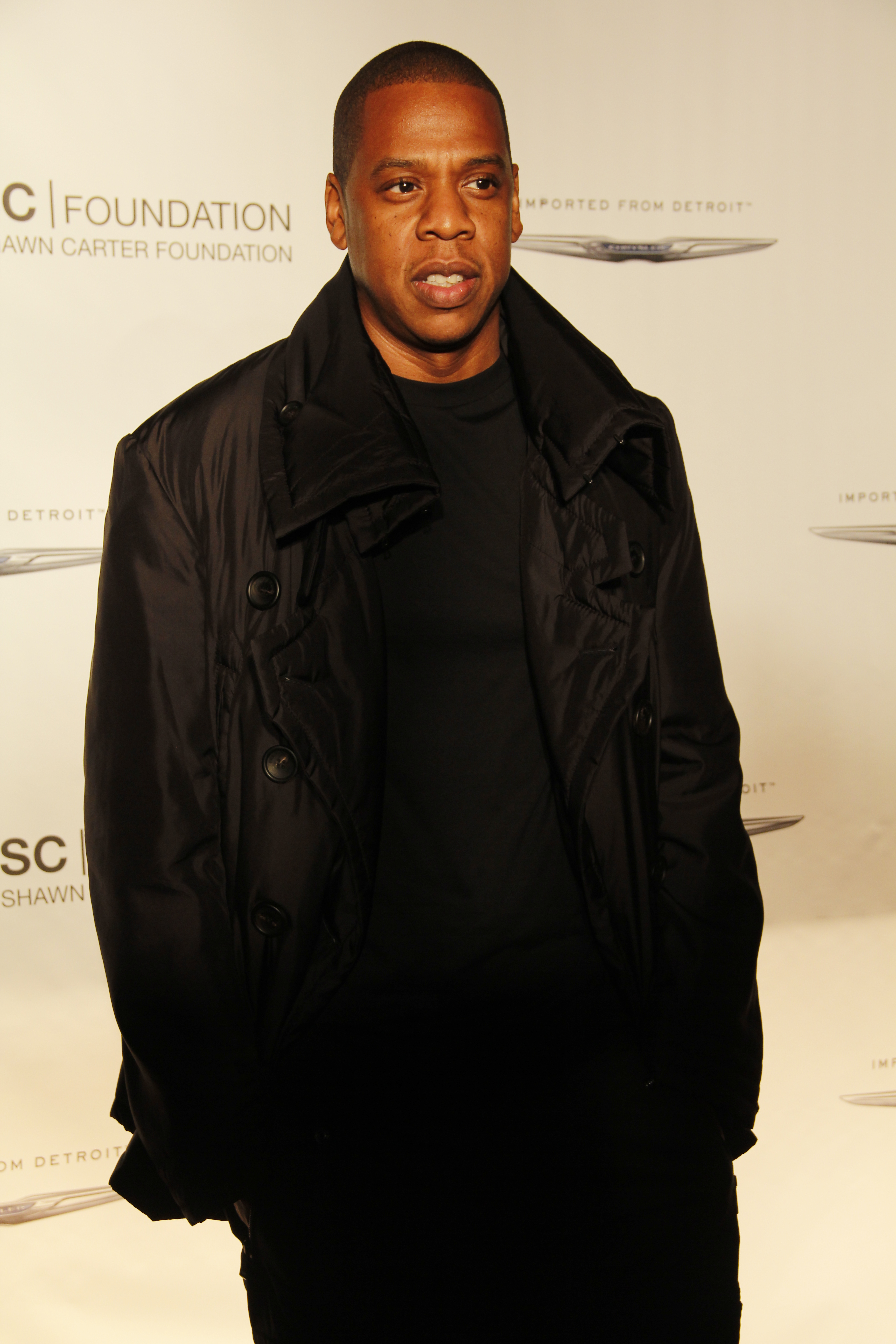
Jay-Z, vencedor em 2004, 2010 e 2014 e indicado em outras 8 ocasiões.

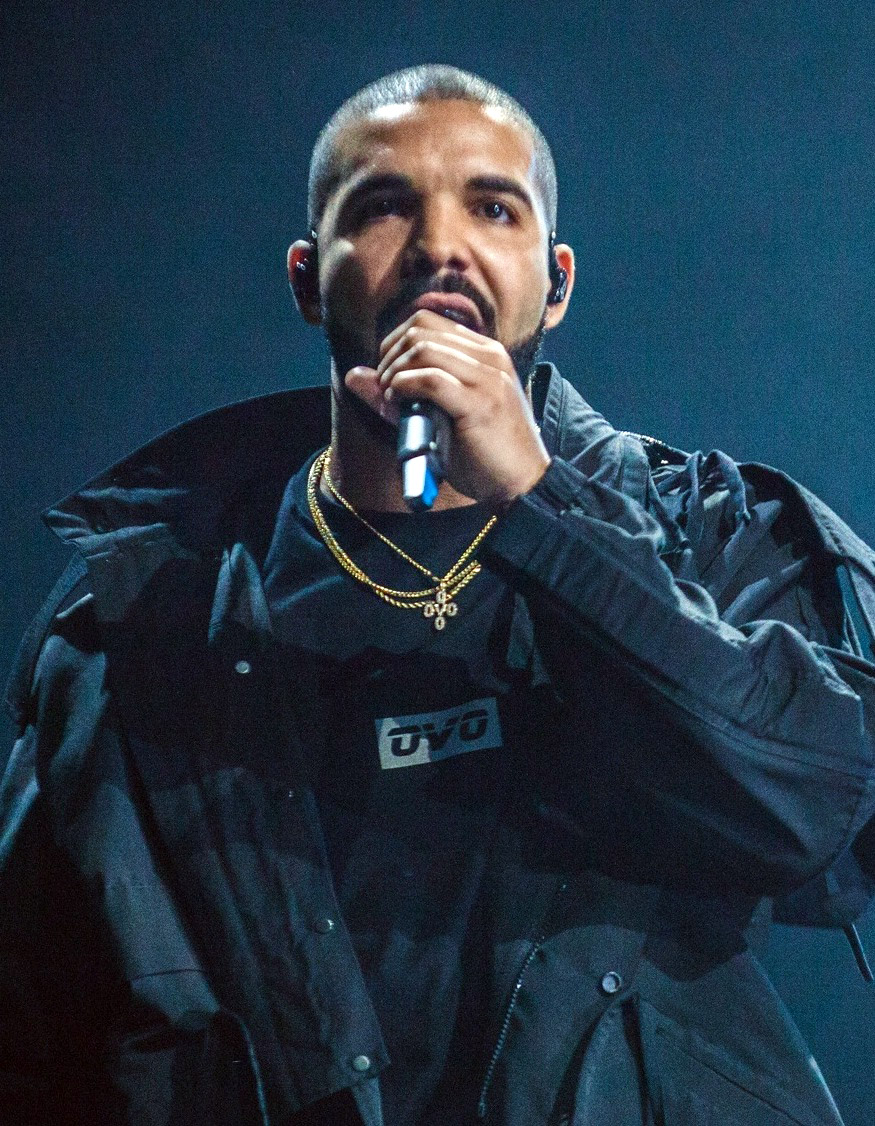
Drake, maior vencedor da categoria com 4 vitórias e 17 indicações.

| 2003 | Snoop Dogg Pharrell Williams Charlie Wilson | "Beautiful"            | - Erykah Badu e Common – "Love of My Life (An Ode to Hip-Hop)" - Jay-Z e Beyoncé – "03' Bonnie & Clyde" - Missy Elliott, Ludacris e Ms. Jade – "Gossip Folks" - Nelly e Kelly Rowland – "Dilemma"                                                                |        |
| 2004 | Beyoncé Jay-Z                               | "Crazy in Love"        | - Outkast e Sleepy Brown – "The Way You Move" - Twista, Kanye West e Jamie Foxx – "Slow Jamz" - Usher, Lil' Jon e Ludacris – "Yeah!" - Pharrell Williams e Jay-Z – "Frontin'"                                                                                    |        |
| 2005 | Ciara Missy Elliott                         | "1, 2 Step"            | - Destiny's Child, Lil Wayne e T.I. – "Soldier" - The Game e 50 Cent – "Hate It or Love It" - Jadakiss e Anthony Hamilton – "Why" - Snoop Dogg e Pharrell Williams – "Drop It Like It's Hot" - Usher e Alicia Keys – "My Boo"                                    |        |
| 2006 | Kanye West Jamie Foxx                       | "Gold Digger"          | - Beyoncé, Slim Thug e Bun B – "Check on It" - Bow Wow e Ciara – "Like You" - Jamie Foxx e Ludacris – "Unpredictable" - Busta Rhymes, Missy Elliott, DMX e Mary J. Blige – "Touch It"                                                                            |        |
| 2007 | Ludacris Mary J. Blige                      | "Runaway Love"         | - Akon e Snoop Dogg – "I Wanna Love You" - Beyoncé e Jay-Z – "Déjà Vu" - Diddy e Keyshia Cole – "Last Night" |        |
| 2008 | Kanye West T-Pain                           | "Good Life"            | - Chris Brown e T-Pain – "Kiss Kiss" - Keyshia Cole, Lil' Kim e Missy Elliott – "Let It Go" - DJ Khaled, Lil Wayne e Ludacris – "I'm So Hood" - Flo Rida e T-Pain – "Low"                                                                                        |        |
| 2009 | Jamie Foxx T-Pain                           | "Blame It"             | - Keri Hilson e Lil Wayne – "Turnin' Me On" - Jim Jones, Ron Browz e Juelz Santana – "Pop Champagne" - T.I. e Rihanna – "Live Your Life" - Yung LA, Young Dro e T.I. – "Ain't I"                                                                                 |        |
| 2010 | Jay-Z Alicia Keys                           | "Empire State of Mind" | - Beyoncé e Lady Gaga – "Video Phone" - B.o.B e Bruno Mars – "Nothin' On You" - Drake e Trey Songz – "Successful" - Drake, Lil Wayne, Kanye West e Eminem – "Forever" - Trey Songz e Fabolous – "Say Aah"                                                        |        |
| 2011 | Chris Brown Busta Rhymes Lil Wayne          | "Look at Me Now"       | - Chris Brown, Kevin McCall e Tyga – "Deuces" - Rihanna e Drake – "What's My Name" - Waka Flocka Flame, Wale e Roscoe Dash – "No Hands" - Kanye West e Rihanna – "All of the Lights"                                                                             |        |
| 2012 | Wale Miguel                                 | "Lotus Flower Bomb"    | - Beyoncé e J. Cole – "Party" - Big Sean, Kanye West e Roscoe Dash – "Marvin & Chardonnay" - DJ Khaled, Drake, Rick Ross e Lil Wayne – "I'm On One" - Drake, Lil Wayne e Tyga – "The Motto" - Jay-Z, Kanye West e Otis Redding – "Otis"                          |        |
| 2013 | ASAP Rocky Drake 2 Chainz Kendrick Lamar    | "Fuckin' Problems"     | - 2 Chainz e Drake – "No Lie" - French Montana, Rick Ross, Drake e Lil Wayne – "Pop That" - Kendrick Lamar e Drake – "Poetic Justice" - Justin Timberlake e Jay-Z – "Suit & Tie" - Kanye West, Big Sean, Pusha T e 2 Chainz – "Mercy"                            |        |
| 2014 | Beyoncé Jay-Z                               | "Drunk in Love"        | - August Alsina e Trinidad James – "I Luv This Shit" - Drake e Majid Jordan – "Hold On, We're Going Home" - Jay-Z e Justin Timberlake – "Holy Grail" - Robin Thicke, T.I. e Pharrell Williams – "Blurred Lines" - YG, Young Jeezy e Rich Homie Quan – "My Nigga" |        |
| 2015 | Common John Legend                          | "Glory"                | - August Alsina e Nicki Minaj – "No Love" - Big Sean e E-40 – "I Don't Fuck with You" - Chris Brown, Lil Wayne e Tyga – "Loyal" - Chris Brow, Usher e Rick Ross – "New Flame" - Mark Ronson e Bruno Mars – "Uptown Funk"                                         | [ 3 ]  |
| 2016 | Rihanna Drake                               | "Work"                 | - Big Sean, Chris Brown e Ty Dolla $ign – "Play No Games" - Big Sean, Kanye West e John Legend – "One Man Can Change the World" - Future e Drake – "Where Ya At" - Nicki Minaj e Beyoncé – "Feeling Myself"                                                      | [ 4 ]  |
| 2017 | Chance the Rapper 2 Chainz Lil Wayne        | "No Problem"           | - Migos e Lil Uzi Vert – "Bad and Boujee" - Beyoncé e Kendrick Lamar – "Freedom" - Chris Brown, Gucci Mane e Usher – "Party" - DJ Khaled, Beyoncé e Jay-Z – "Shining" - Rae Sremmurd e Gucci Mane – "Black Beatles"                                              | [ 5 ]  |
| 2018 | DJ Khaled Rihanna Bryson Tiller             | "Wild Thoughts"        | - Bruno Mars e Cardi B – "Finesse" - Kendrick Lamar e Rihanna – "LOYALTY." - Cardi B e 21 Savage – "Bartier Cardi" - DJ Khaled, Jay-Z, Future e Beyoncé – "Top Off" - French Montana e Swae Lee – "Unforgettable"                                                | [ 6 ]  |
| 2019 | Travis Scott Drake                          | "Sicko Mode"           | - 21 Savage e J. Cole – "A Lot" - Cardi B e Bruno Mars – "Please Me" - Cardi B, Bad Bunny e J Balvin – "I Like It" - H.E.R. e Bryson Tiller – "Could've Been" - Tyga e Offset – "Taste"                                                                          | [ 7 ]  |
| 2020 | Chris Brown Drake                           | "No Guidance"          | - DJ Khaled, Nipsey Hussle e John Legend – "Higher" - Future e Drake – "Life Is Good" - H.E.R. e feat. YG – "Slide" - Megan Thee Stallion, Nicki Minaj e Ty Dolla $ign – "Hot Girl Summer" - Wale e Jeremih – "On Chill"                                         | [ 8 ]  |
| 2021 | Cardi B Megan Thee Stallion                 | "WAP"                  | - DaBaby e Roddy Ricch – "Rockstar" - DJ Khaled e Drake – "Popstar" - Jack Harlow, DaBaby, Tory Lanez e Lil Wayne – "Whats Poppin" - Megan Thee Stallion e DaBaby – "Cry Baby" - Pop Smoke, Lil Baby e DaBaby – "For the Night"                                  | [ 9 ]  |
| 2022 | Wizkid Justin Bieber Tems                   | "Essence"              | - DJ Khaled, Lil Baby e Lil Durk – "Every Chance I Get" - Baby Keem e Kendrick Lamar – "Family Ties" - Doja Cat e SZA – "Kiss Me More" - Drake, Future e Young Thug – "Way 2 Sexy" - Bia e Nicki Minaj – "Whole Lotta Money"                                     | [ 10 ] |